# Bloody Friday (Belfast)
Als Bloody Friday wird eine Serie von circa 20 Bombenanschlägen bezeichnet, die die Belfast Brigade der Provisional Irish Republican Army (IRA) am 21. Juli 1972 in der nordirischen Hauptstadt Belfast durchführte. Dabei wurden neun Menschen getötet und 130 verletzt. Zwei weitere Personen erlagen später ihren Verletzungen.

## Vorgeschichte
Im August 1969 wurde erstmals während des Nordirlandkonflikts die britische Armee zur Beendigung von Unruhen in Belfast und Derry eingesetzt. Ungeachtet des Armeeeinsatzes nahm die Zahl der Bombenanschläge, Schießereien und Unruhen in den folgenden Jahren zu. Für zahlreiche Anschläge wurde die Ende 1969 neu formierte Provisional IRA verantwortlich gemacht. Nach der Einführung von Internierungen ohne Gerichtsverfahren im August 1971 und der Erschießung von 13 unbewaffneten Demonstranten beim Bloody Sunday im Januar 1972 stellten sich auch gemäßigte Nationalisten auf die Seite der IRA. In Belfast und Derry entstanden verbarrikadierte No-go-Areas, die weitgehend unter Kontrolle der IRA standen und zu denen sich die britische Armee nur noch durch größere Operationen Zugang verschaffen konnte.
Am 26. Juni 1972 trat ein Waffenstillstand der IRA in Kraft. Am 7. Juli kam es in London zu Verhandlungen zwischen führenden IRA-Mitgliedern und einer Delegation des britischen Nordirlandministeriums. Am 9. Juli gab die IRA das Ende des Waffenstillstands bekannt, nachdem es zuvor im Westen Belfasts zu Auseinandersetzungen um die Zuteilung von Wohnungen gekommen war. Nach dem Ende des Waffenstillstands ordnete IRA-Stabschef Seán Mac Stíofáin eine Intensivierung der IRA-Kampagne an, um klarzustellen, dass die IRA ungeschwächt sei und aus einer Position der Stärke verhandelt habe.

## Verlauf
Am 21. Juli 1972 explodierten in Belfast innerhalb von weniger als zwei Stunden nach unterschiedlichen Angaben zwischen 19 und 22 Bomben. Die höchste Opferzahl forderte ein Anschlag auf einen Busbahnhof in der Oxford Street. Hier starben vier Angestellte der Busgesellschaft sowie zwei britische Soldaten, die die Bombe entschärfen wollten. Über 100 Menschen wurden verletzt. Ein Anschlag auf ein Ladenzentrum im Norden Belfasts forderte drei Todesopfer und viele Schwerverletzte. Weitere Bombenanschläge richteten sich gegen Bahnhöfe und Brücken, eine Bar, eine Bank, ein Hotel sowie protestantische Wohngebiete.
Nach Presseberichten lösten die Anschläge unter Einkäufern in der Belfaster Innenstadt Panik aus. Noch Stunden später seien Menschengruppen durch die Innenstadt geirrt, die angesichts der Explosionen an unterschiedlichen Orten nicht wussten, wo sie Schutz suchen sollten.
Nach den Anschlägen beharrte die IRA darauf, dass es ausreichende telefonische Warnungen gegeben habe und nie die Absicht bestand, Zivilisten zu töten. Bei dem Autobomben-Anschlag auf den Busbahnhof in der Oxford Street gab es 20 Minuten vor der Explosion eine Warnung, die keine genaue Beschreibung des Ortes und des benutzten Fahrzeugs enthielt. Nach Angaben von Seán Mac Stíofáin waren Republikaner davon überzeugt, dass die Briten bewusst aus politisch-strategischen Gründen die Warnungen missachtet haben. Nach Ansicht des IRA-Mitglieds Brendan Hughes, der an der Organisation der Bombenanschläge beteiligt war, hatte die IRA die Fähigkeit des Militärs, auf viele Warnungen gleichzeitig reagieren zu können, überschätzt.

## Folgen
Der Bloody Friday markierte den Beginn der politischen Isolation der IRA, gefolgt von ihrem militärischen Niedergang. Gemäßigte Nationalisten sowohl in Nordirland wie auch in der Republik Irland wandten sich von der IRA ab. Vielfach wurden Parallelen zwischen dem Bloody Friday und der Erschießung von Demonstranten durch britische Fallschirmjäger am Bloody Sunday gezogen.
Aus Sicht der britischen Regierung entfiel durch den Bloody Friday die Notwendigkeit zur Zurückhaltung gegenüber der bislang von weiten Teilen der nationalistischen Minderheit unterstützten IRA. Die Regierung gab ein Flugblatt in einer Auflage von 250.000 Stück heraus, in denen Details der Bombenanschläge geschildert wurden. Nordirlandminister William Whitelaw schloss weitere Verhandlungen mit der IRA aus.
Zudem sah die britische Regierung die Möglichkeit, bereits vorhandene Pläne zur Beseitigung der No-go-Areas zu verwirklichen: Am 31. Juli räumten circa 12.000 britische Soldaten in der Operation Motorman die Barrikaden in Belfast und Derry und besetzten die No-go-Areas. In den drei Wochen vor der Operation Motorman war es zu 180 Bombenanschlägen und 2595 Schießereien gekommen; in den folgenden drei Wochen wurden 73 Bombenanschläge und 380 Schießereien gezählt. Durch die Beseitigung der No-go-Areas konnte die IRA nicht mehr ihre bisherige Strategie fortsetzen, durch möglichst viele Angriffe psychologischen Druck aufzubauen und so politische Gewinne zu erzielen. Dennoch verblieb die Anzahl der Anschläge auf einem relativ hohen Niveau: In Derry, der zweitgrößten Stadt Nordirlands, zerstörte die IRA zwischen Mitte 1972 und Mitte 1973 das Stadtzentrum weitgehend, ohne dass dabei Menschen zu Tode kamen. Zeitweise waren in Derry noch 20 von 150 Geschäften geöffnet. Der Nordirlandkonflikt entwickelte sich damit über 22 Jahre zu einem militärischen Patt, das sich 1994 mit der Waffenstillstandserklärung der IRA auflöste.
Am 16. Juli 2002 bat die IRA in einer schriftlichen Erklärung um Entschuldigung für die Verletzung von Zivilisten beim Bloody Friday. Trotz der Einschränkung auf zivile Opfer wurde die IRA-Erklärung international als historischer Schritt gewertet.